# Auvers (Alto Loira)
Auvers es una comuna francesa situada en el departamento de Alto Loira, en la región de Auvernia-Ródano-Alpes. Está ubicada en la regio centro-sur del país a aproximadamente 430 kilómetros al sur de París.

## Demografía
| 161 | 147 | 125 | 103 | 86 | 67 | 50 |
| Para los censos de 1962 a 1999 la población legal corresponde a la población sin duplicidades (Fuente: INSEE [Consultar]) |     |     |     |    |    |    |